# 蘇里南半齧脂鯉
蘇里南半齧脂鯉，為輻鰭魚綱脂鯉目脂鯉亞目脂鯉科的其中一個種，分布於南美洲法屬圭亞那及蘇利南沿岸淡水流域，體長可達8公分，棲息在底中層水域，生活習性不明。
种名 surinamensis 意为“苏里南的”。